# Mehmet Culum

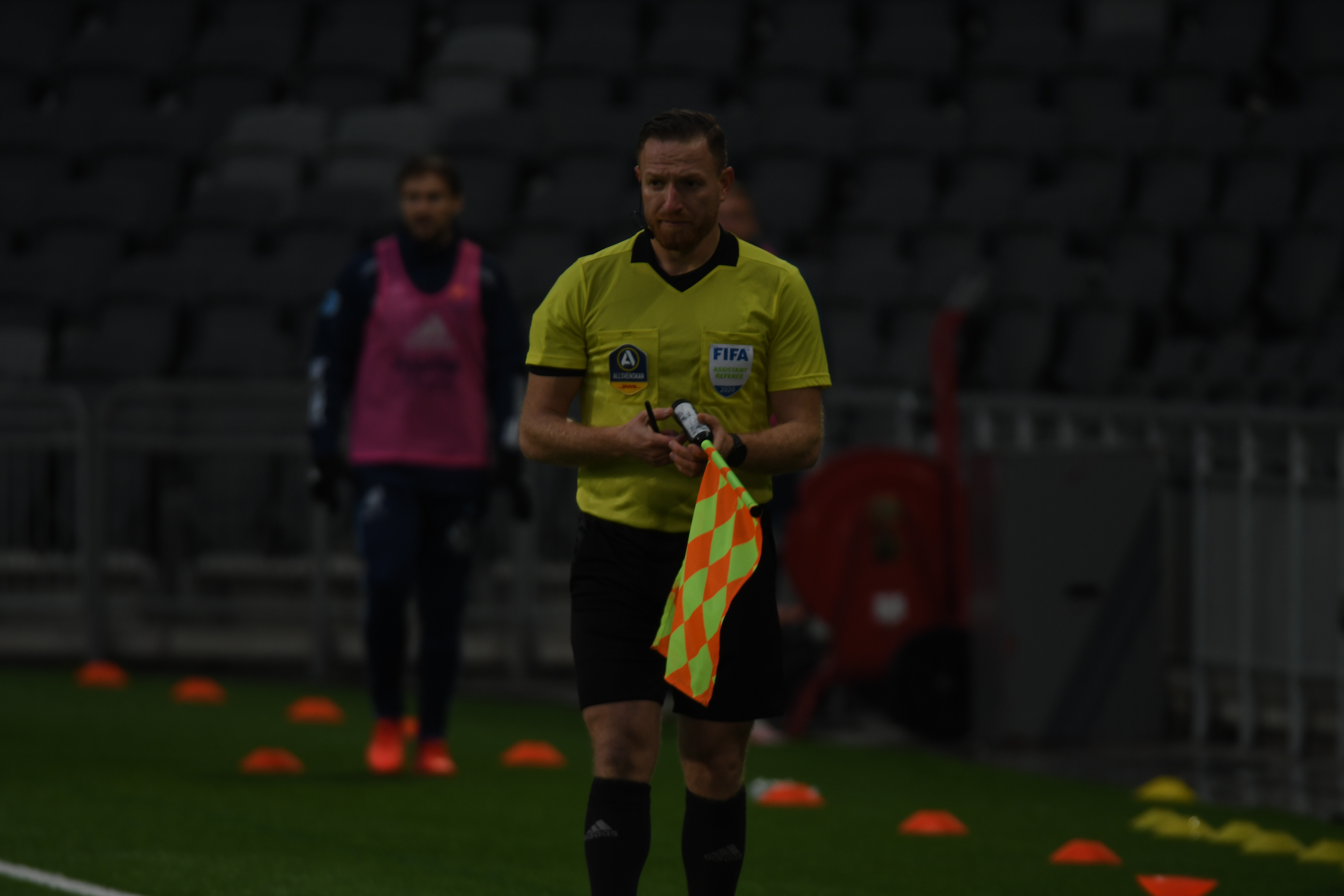
Mehmet Culum (2020)

Mehmet Mohammed Culum (* 1983 in der Türkei) ist ein schwedischer Fußballschiedsrichterassistent.
Culum wurde in der Türkei geboren und floh im Alter von fünf Jahren mit seiner Familie nach Schweden. Seit 2013 steht er als Schiedsrichterassistent auf der Liste der FIFA-Schiedsrichter und leitet internationale Fußballpartien. Er ist (gemeinsam mit Stefan Hallberg) langjähriger Schiedsrichterassistent von Andreas Ekberg bei internationalen Fußballspielen. Seit der Saison 2013/14 leitet er Spiele in der Europa League, seit der Saison 2015/16 Spiele in der Champions League. 
Culum war unter anderem bei der U-17-Weltmeisterschaft 2015 in Chile, bei der U-21-Europameisterschaft 2019 in Italien und San Marino, bei der U-17-Weltmeisterschaft 2019 in Brasilien und bei der Europameisterschaft 2021 als Schiedsrichterassistent von Ekberg im Einsatz.